# Asparagus albus
Asparagus albus är en sparrisväxtart som beskrevs av Carl von Linné. Asparagus albus ingår i släktet sparrisar, och familjen sparrisväxter. Inga underarter finns listade i Catalogue of Life.

## Bildgalleri

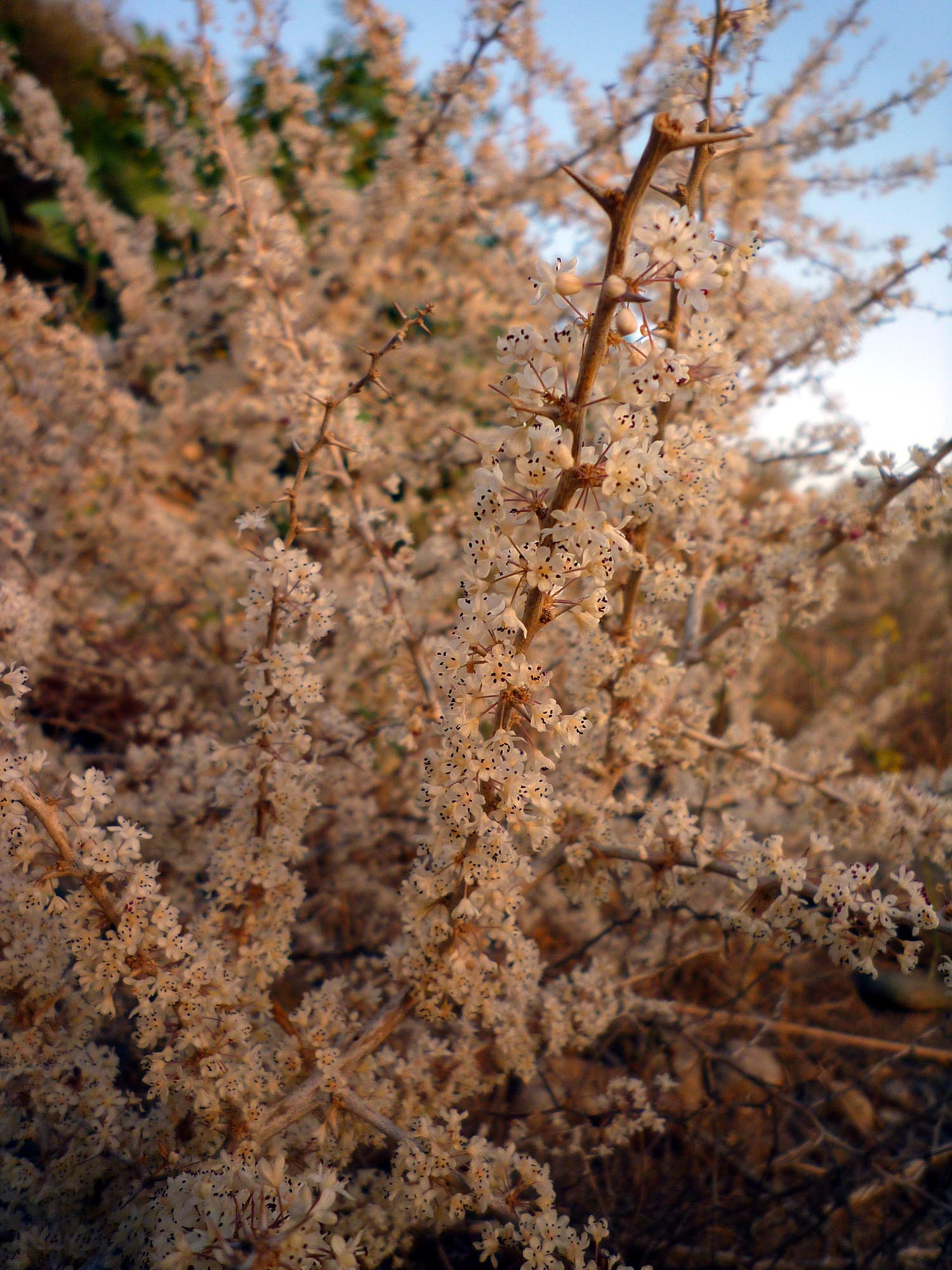
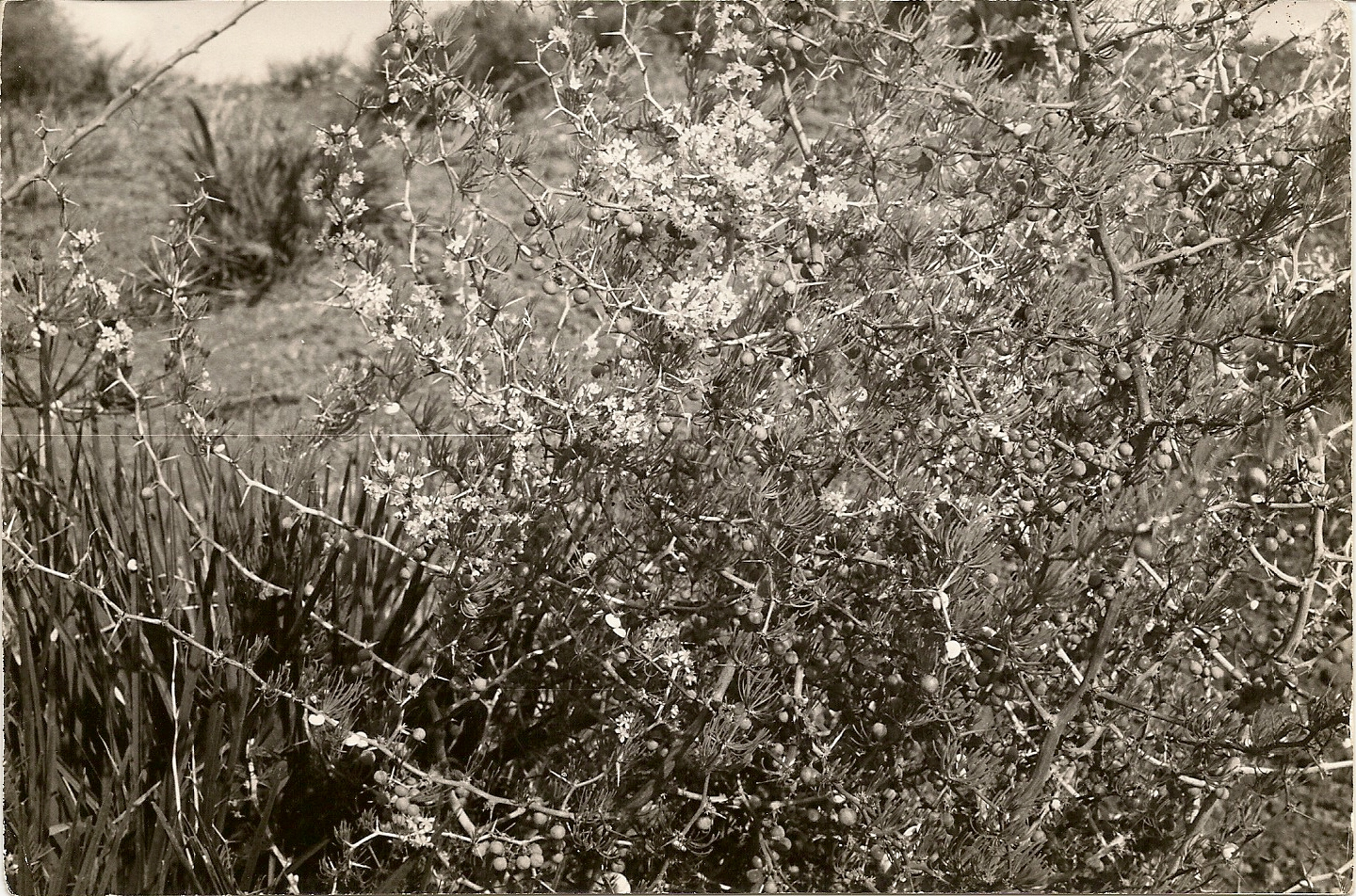
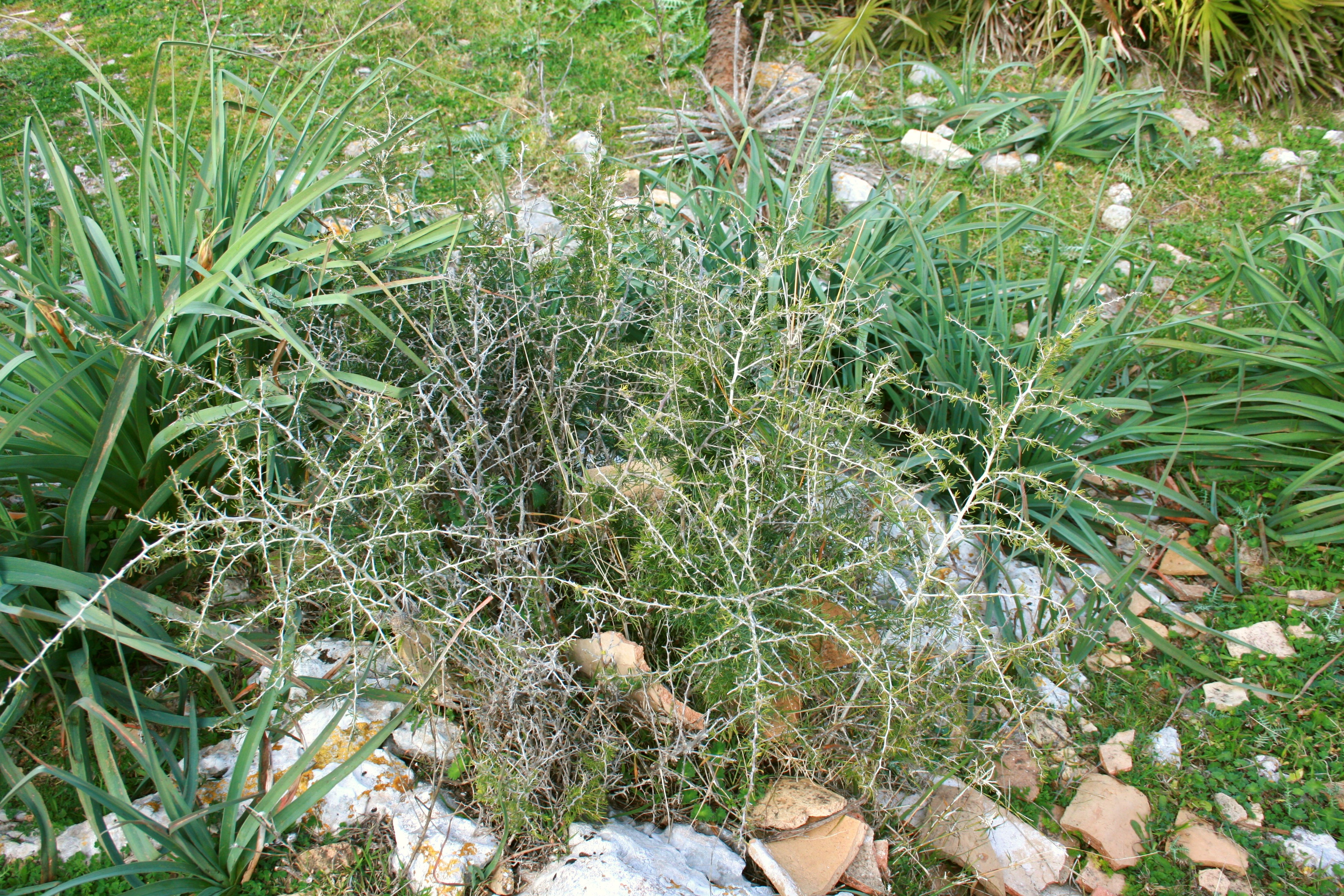
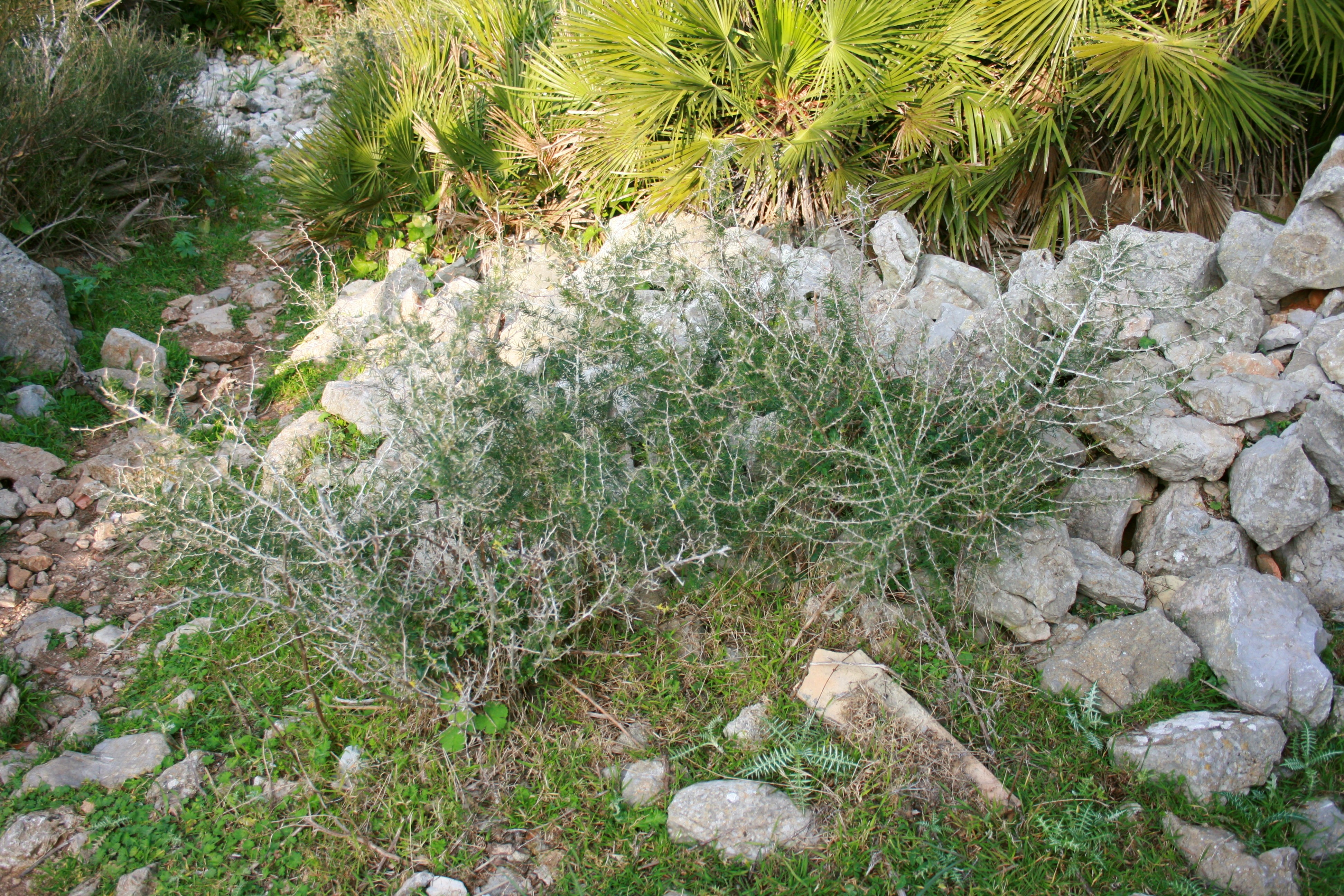